# Nymph

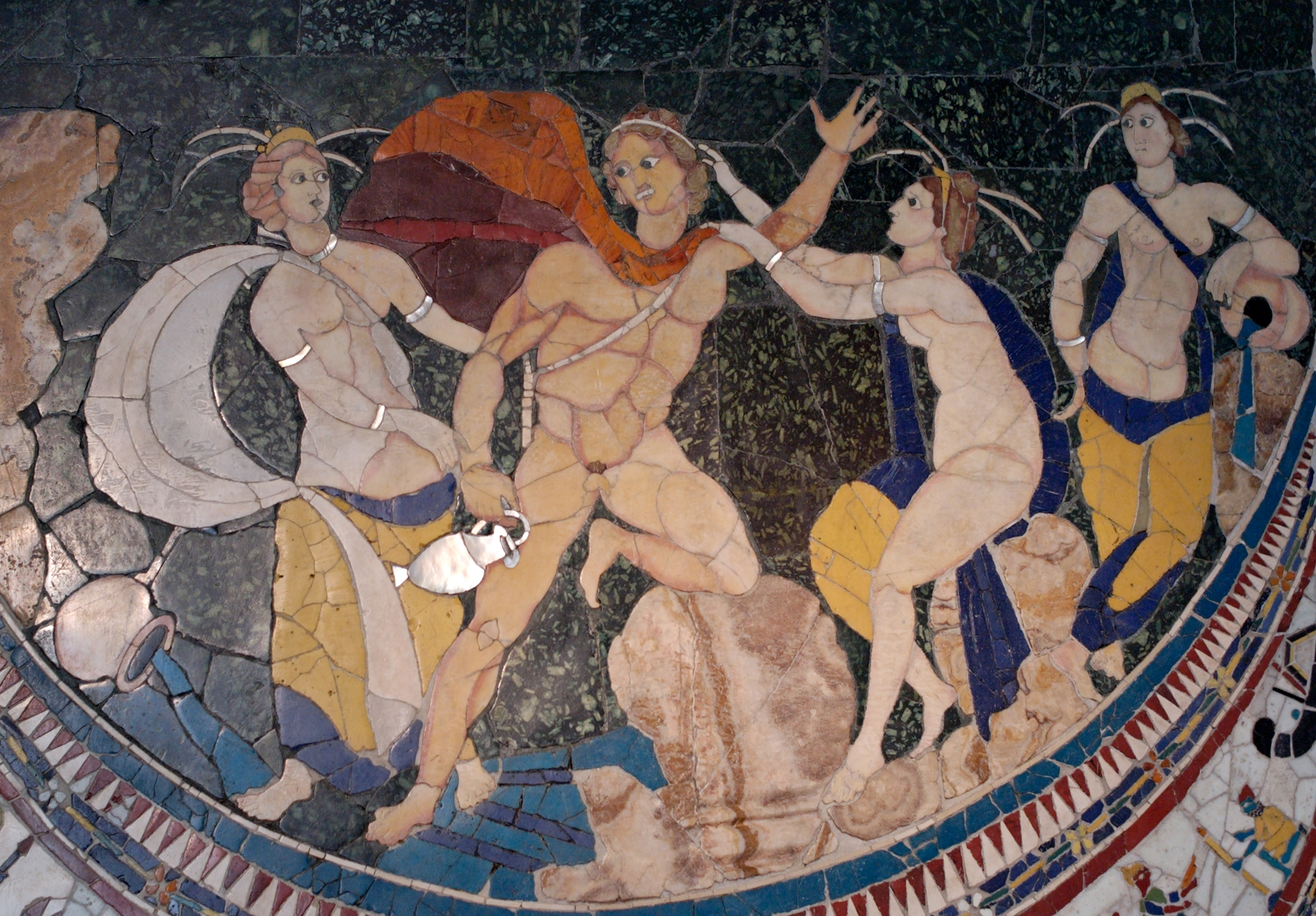
Một bức họa vào thế kỷ thứ 4 vẽ Hylas và các nymph trang trí cho Đại Giáo đường Junius Bassus

Nymph (tiếng Hy Lạp: νύμφη, nýmphē) trong Thần thoại Hy Lạp là một nữ thần nhỏ thường gắn liền  với một địa danh cụ thể hay vùng đất nào đó. Khác với các vị thần, nymph thường được xem như những sinh vật siêu nhiên sống và mang lại sinh khí cho những hiện tượng tự nhiên và thường được khắc họa với hình ảnh của những thiếu nữ trẻ trung, xinh đẹp và quyến rũ, yêu thích ca hát nhảy múa. Chính sự tự do luyến ái của họ đã làm họ khác biệt với những người vợ, những cô con gái vốn bị ràng buộc theo khuôn phép chặt chẽ của các thành bang. Các nymph sống trên các vùng núi cao hay những  khu rừng nhỏ, trong các con sông và dòng suối. Cũng có khi họ sống trong cây cối hay các thung lũng và những hang động. Dù các nymph chẳng bao giờ chết vì tuổi già hay bệnh tật, thậm chí nếu giao hợp với một vị thần, họ còn có thể sinh ra những đứa con bất tử nhưng chính bản thân họ lại không cần bất tử. Họ có thể chết bằng rất nhiều cách và lý do khác nhau.
Một số nymph khác luôn ở dưới hình thức của những cô gái trẻ lại là tùy tùng của các vị thần như là Dionysus, Hermes, Pan hay nữ thần săn bắn  Artemis. Các nymph thường là mục tiêu theo đuổi của các nhân dương. Họ cũng thường gắn liền với các vị thần quyền phép hơn như thần săn bắn Artemis, thần tiên tri Apollo, thần hội hè và vị thần rượu vang Dionysus, và những vị thần khác như thần đồng quê và Hermes.
Những cuộc hôn nhân mang tính biểu tượng giữa một nymph và một vị trưởng tộc, thường là eponym của một dân tộc, là một chủ đề được nhắc lại rất nhiều lần trong những truyền thuyết Hy Lạp. Sự kết hợp này thường mang đến quyền lực cho các vị vua và huyết thống của ông.

## Từ nguyên
Nymph là hiện thân của những hoạt động sáng tạo và nuôi dưỡng của tự nhiên, thường gắn với những dòng suối mang đến sự sống như  Walter Burkert (Burkert 1985:III.3.3) đã viết "Ý tưởng những dòng sông là những vị thần và các con suối sinh ra những nymph không chỉ có nguồn gốc sâu xa từ các bài thơ mà thật ra chính là từ tín ngưỡng và nghi lễ; việc thờ phụng những nữ thần này bị giới hạn chỉ vì người ta không thể nào phân biệt rõ ràng được họ với một vị thần nào đó ở địa phương".
Từ νύμφη trong Hy Lạp có nghĩa là "cô dâu" hay "che mạng" do đó gắn liền với một người phụ nữ trẻ có thể tiến tới hôn nhân. Ngoài ra cũng có một liên hệ khác (tương tự với từ  nubere trong tiếng Latin và  Knospe trong tiếng Đức) với ý tưởng  "nhú lên" (theo Hesychius, một trong những ý nghĩa của  νύμφη là "nụ hồng".

## Trong văn hóa dân gian của Hy Lạp hiện đại
Tín ngưỡng của người Hy Lạp cổ đại đối với các nymph vẫn tồn tại trong rất nhiều khu vực đến tận những năm đầu của thế kỷ 20 dưới hình thức của "Nereides"thần của các vùng biển,con gái thứ 50 của Nereisvà Doris. Vào thời điểm đó, John Cuthbert Lawson đã viết: "...khắp hang cùng ngõ hẻm của Hy Lạp, đâu đâu cũng tồn tại những câu chuyện mẹ kể con nghe nhắc nhở phải cẩn thận với những nữ thần biển bởi chúng hay trộm cắp và lòng dạ rất ác độc. Ngược lại, đàn ông lại xưng tụng vẻ đẹp, niềm đam mê cũng như truyền miệng những câu chuyện về những ỵêu giận thất thường của họ. Thậm chí đã vượt quá khuôn khổ của tín ngưỡng, tôi đã từng gặp rất nhiều người khẳng định họ đã gặp nàng nymph của biển cả này (hay ít nhất là họ cũng quả quyết tin thế) mà điều kỳ lạ là tất cả các nhân chứng này như có sự thỏa thuận trước khi miêu tả lại hình dáng cũng như trang phục của cô ta".
Các nymph thường sinh sống ở những người hẻo lánh, cách xa con người nhưng vẫn hay bị bắt gặp bởi những khách độc hành, vẳng nghe tiếng hát tiếng đàn của họ rồi lần theo đó để thấy họ đang nhảy múa, ca hát hay dầm mình trong những dòng nước mát giữa trưa nóng bức hay trong đêm thanh vắng. Nymph cũng hay xuất hiện trong các cơn gió lốc; tuy nhiên, những cuộc gặp gỡ như vậy thường là rất nguy hiểm làm cho những người không may mắn bị câm, mê đắm các nymph một cách mù quáng, có thể là điên khùng hay thậm chí là cái chết. Khi gia đình nghĩ rằng đứa con mình gặp phải Nereides,họ thường cầu xin thánh  Saint Artemidos

## Ý nghĩa dục tính hiện đại

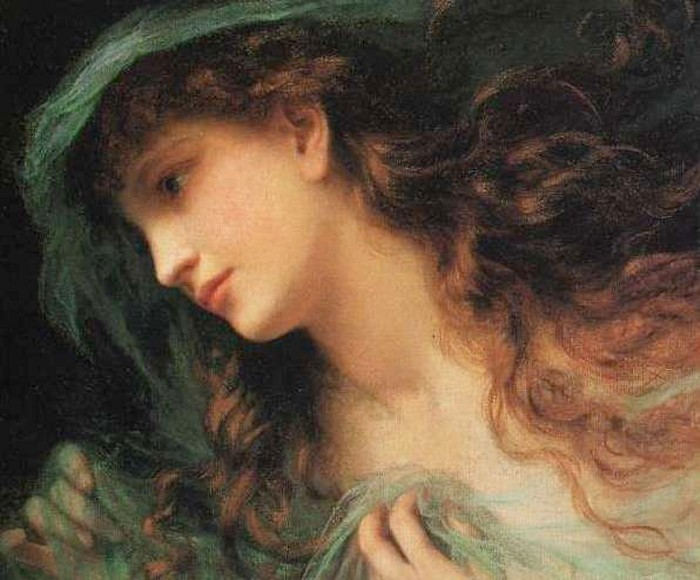
Nữ thần Aphrodite" của Sophie Anderson

Chính vì hình ảnh của các nymph trong truyền thuyết luôn là những người tự do luyến ái với cả hai giới tùy theo sở thích của mình và hoàn toàn vượt ra khỏi khả năng kiểm soát của người đàn ông, thuật ngữ này thường được gán cho những người đàn bà có hành vi tương tự.  (Chẳng hạn như, tựa đề của tác phẩm trinh thám Perry Mason "Vụ án Negligent Nymphe" của   Erle Stanley Gardner đã bắt nguồn từ chính ý nghĩa này.)
Thuật ngữ cuồng dâm (Nymphomania) đã được tâm lý học dùng để chỉ "mong muốn có được những hành vi tính dục của con người ở mức độ cần được xem xét lâm sàng cụ thể" và người cuồng dâm là những người mắc phải hội chứng này. Tuy nhiên, do thuật ngữ này thường được hiểu là người đàn bà cuồng dâm, những nhà chuyên môn ngày nay thích dùng thuật ngữ hypersexuality thay vì nymphomania để chỉ hội chứng này ở cả nam lẫn nữ.
Từ nymphet được dùng để chỉ một cô gái phát triển sinh lý sớm và đã trở thành nổi tiếng với tác phẩm Lolita của Vladimir Nabokov.  Nhân vật chính của cuốn tiểu thuyết là  Humbert Humbert đã dùng thuật ngữ này rất nhiều lần để chỉ Lolita.
Truyền thuyết kể rằng các nymph nếu kết đôi với thần biển Poseidon sẽ sinh ra một sinh vật huyền thoại là cyclops.

## Phân loại
Theo H.J. Rose, tất cả các tên gọi của những nhóm nymph khác nhau đều là tính từ số nhiều giống cái đi với danh từ nymphai và không có một sự phân loại nào có thể đáp ứng tất cả các nguyên tắc và yêu cầu. Do đó, các nhóm nymph thường hay bị trùng nhau và càng gây khó khăn hơn cho một bảng phân loại chính xác. Rose cho rằng  dryad và hamadryad là các tiên cây nói chung, meliai là tiên cây tần bì và naiad là các tiên dưới nước.